# Villiers-sur-Loir
Villiers-sur-Loir är en kommun i departementet Loir-et-Cher i regionen Centre-Val de Loire i de centrala delarna av Frankrike. Kommunen ligger i kantonen Vendôme 1er Canton som tillhör arrondissementet Vendôme. År 2022 hade Villiers-sur-Loir 1 115 invånare.

## Befolkningsutveckling
Antalet invånare i kommunen Villiers-sur-Loir
| Referens: INSEE |